# Chilomycterus spinosus
Chilomycterus spinosus is een straalvinnige vis uit de familie van de egelvissen (Diodontidae). De wetenschappelijke naam van de soort werd als Diodon spinosus in 1758 gepubliceerd door Carl Linnaeus.